# Богдановське сільське поселення (Краснокаменський район)
Богда́новське сільське поселення (рос. Богдановское сельское поселение) — сільське поселення у складі Краснокаменського району Забайкальського краю Росії.
Адміністративний центр та єдиний населений пункт — село Богдановка.

## Населення
Населення сільського поселення становить 426 осіб (2019; 540 у 2010, 742 у 2002).